# National Geographic Magazine
A National Geographic Magazine, röviden National Geographic a National Geographic Society hivatalos kiadványa, egy tudományos, kulturális témájú havilap. Az első számot 1888-ban adták ki, mindössze kilenc hónappal a társaság megalakulása után. A magazin könnyen felismerhető a címlapját szegélyező, jellegzetes sárga keretről.

## Áttekintés
A magazinnak egy évben 12 száma jelenik meg, havonta egy. Ezek térképmellékleteket is tartalmazhatnak. Alkalmanként különleges kiadások is készülnek. A National Geographic cikkei főként földrajztudományi, tudományos, történelmi, kulturális témákról íródnak. A legrégebb óta futó amerikai kiadás jelenlegi főszerkesztője Chris Johns. A National Geographic világszerte 36 nyelven (köztük magyarul is) jelenik meg, az újság havonta több mint 50 millió olvasóhoz jut el. A magazin cikkei mellett fotóiról is híres.

## Története
A National Geographic Magazine első száma 1888 októberében jelent meg, kettőszáz példányban, melyeket a National Geographic Society tagjai kaptak meg. Ez a társaság 1888. január 13-án alakult meg harminchárom alapító taggal. A társaság első elnöke Gardiner Greene Hubbard volt. 1897-ben bekövetkezett halála után veje, Alexander Graham Bell, töltötte be ezt a tisztséget. Az ő döntése alapján mindenki megkapta a folyóiratot, aki a társaság tagjai közé tartozott. A feltaláló nevéhez köthető egy másik fontos mozzanat is a magazin életéből: a 23 éves Gilbert H. Grosvenorra bízta a tagok további toborzását és a folyóirat szerkesztését. Az ő munkássága adott irányvonalat a magazin további működésének. A cikkek írójától érdekfeszítő, irodalmi, stílust várt el, mindemellett olyan közvetlenséget, ami vonzóvá teszi az újságot a tudományokban nem jártas olvasó számára is.
Gilbert H. Grosvenor 1954-ben vonult vissza, munkáját fia, Melville Bell Grosvenor folytatta családjukra jellemző hatékonysággal. 1964-re a társaság tagjainak száma elérte az 5,5 millió főt. Napjainkban ez a szám 10,5 millió, és az olvasók ötöde nem az angol nyelvű kiadást olvassa.
A magazint 1995-ben idegen nyelven is megjelentették, méghozzá japánul. Mára 36 nyelven lehet megvásárolni a lapot, és olvasóinak számát 50 millióra becsülik.
A National Geographic magazin jelentősége a sajtótörténetben a képes újságírás területén és a tördelésben mutatkozik meg. Az arculatot nagyban meghatározta a Lumière-autokróm-technika, amely az első újságírásban is használható eljárás volt színes fotók megjelenítéséhez. Az első ilyen színes fénykép 1916 szeptemberében jelent meg nyomtatásban a folyóirat lapjain. A fényképészet fejlődésének állomásai figyelemmel kísérhetők az újság oldalain. Az év valamely kiadásában láthatjuk az első természetes színekben pompázó víz alatti felvételt, és ugyanebben az évben jelent meg az első teljesen színes szám is. A hologrammtechnika alkalmazásában, és az éjszakai felvételek közlésében is úttörőnek tekinthető ez a kiadvány. 1959 óta minden szám színes borítóval jelenik meg.
Témáját tekintve a lap mindig is tudományos magazinnak számított, stílusát viszont már az első számok megjelenésekor bírálat érte. Az 1888 októberében megjelent füzetszerű, téglaszínű borítóval rendelkező kiadás egy(etlen) témát dolgozott fel, a Hatalmas hóvihar címmel. A leírás ugyan élethűen ábrázolta az időjárási jelenséget, W. J. McGee neves geológus szerint azonban „sok az illusztráció és a nem tudományos jellegű leírás”. Laikus oldalról pedig éppen ellenkező visszajelzés érkezett: szerintük a tanulmányok túl nehezen emészthetők a hozzá nem értők számára. A National Geographic Magazine az első időkben még rendszertelenül jelent meg, 1896 januárjától beszélhetünk havi periodicitásról, ekkor öltött igazi folyóiratformát.
Az 1970-es években bekövetkezett fordulat eredményeképpen már nem csak az érdekes és napos oldaláról olvashatunk a világnak. Ettől kezdve ugyanis botrányt kavaró témák is napirendre kerültek. Ilyen például a környezetszennyezés, az orvvadászat és minden olyan dolog, ami természetromboló hatású.
Egy 1931. májusi kiadást (LIX. évfolyam 5. szám) elemezve megismerhetjük a magazin korabeli arculatát. A címlap már ekkor is olyan sárga keretbe volt foglalva, mely azóta is fémjelzi az újságot. 254mm x 176mm területű papírra nyomtatták, ez - kis eltéréssel - a nemzetközi szabvány (ISO/DIN) B5-ös méretének felel meg. Ebben az időszakban ugyan jelentek már meg színes fotók az újság lapjain, de a képek nagy része még fekete-fehér. A vizsgált kiadásban a reklámokat nem tekintve 135 fénykép található, ebből mindössze 41 színes felvétel, melyeknek minőségén látszik, hogy még nem teljesen kiforrott a technika. A címlapon nincs kép, de a tartalom főbb címeit megtalálhatjuk rajta, mellette a szerzők neveit is feltüntetik, valamint, hogy melyik cikkhez mennyi illusztráció tartozik. Ebből is látszik, hogy a korabeli újságírásban még más értéke volt a fotónak, mint napjainkban. Ezenkívül megtalálható az éves előfizetés ára, a kiadások egyenkénti darabára, a kiadó neve, a kiadás dátuma, az évfolyam és a szám megjelölése, valamint természetesen a magazin címe (betűtípus: Goudy Old Style) a címlapon. (Napjainkban Times New Roman betűtípust használnak a borítón.) A sárga kereten belül található még egy lapszéli repkénydíszítésekhez hasonlatos, tölgyleveleket és -termést ábrázoló stilizált minta, amely szintén körülöleli a szöveges részt. A borító belső lapján találhatjuk az impresszumot, valamint pár szót a National Geographic Society-ról (melynek székhelye Washingtonban található, a lapot is innen adják ki), továbbá a szerzői jogvédelemről szóló sorokat. A magazin 183 oldala könyvszerűen van kötve, puha borítóval. A lapok fényes felületűek, az oldalszámozás elég rendhagyó. Az első 26 és az utolsó 28 oldal, valamint hátsó borítólap mindkét oldala reklám, ezek nincsenek beszámozva. A 129 oldalas tartalmi részt ezek közé helyezték, ennek számozása 523-tól 652-ig tart.
A hirdetések többsége egészoldalas, de van, hogy egy lapra több is felkerült. A reklámanyagok többsége fényképpel vagy grafikával illusztrált. Színes fotót még nem alkalmaztak marketing-célokra, csupán az újság leghátsó oldala színes, de itt is csak kézzel készített kép található.
A hirdető cégek profilja vegyes, fogkrémgyártóktól kezdve az utazási irodákon keresztül a luxusóra- és autókereskedőkig mindenki fellelhető. Ebből az szűrhető le, hogy a folyóirat célközönsége meglehetősen széles réteg, ugyanis valószínű, hogy az olcsó konzervet, a porszívót, és felsőkategóriás autókat és utazásokat nem ugyanannak a csoportnak ajánlják. A reklámok nagy része alatt található egy kivágható rész, egy megrendelőlap, amit postán lehetett visszajuttatni a forgalmazónak.
A cikkek témájukat tekintve leíró, bemutató jellegűek. Az első és legterjedelmesebb írás Illinois államot mutatja be, Junius B. Wood munkája, címe: Illinois, Crossroads of the Continent. Ennek a témának két alfejezete is van, a Rambles Through the Prairie State, és a Chicago, Titan of the Middle West. Ez utóbbi Clifton Adams nevével van fémjelezve. A leírás kimerítően taglalja a térség történetét, földrajzi adottságait, jellemző növényeit, mezőgazdaságát, iparát. Bemutat egy-két nevezetességet, és az ott élő emberek mindennapjait, munkáját, szórakozási lehetőségeit.
A következő cikk, a Flying the Hump of the Andes a National Geographic Society egy latin amerikai expedíciójának anyaga. A felfedezőutat a levegőben járták be az Andok hegyláncai fölött, és számos levegőből készült fotóval örökítették meg a természet és az emberek alkotásait. A leírás Capt. Albert W. Stevens nevéhez köthető.
Az utolsó nagy fejezet Németországba kalauzol el, azon belül is Ströbeckbe, a sakk otthonába (Ströbeck, Home of Chess). Ide tartozik továbbá a Grimm’s Fairyland in Northwest Germany című rész is. A két szöveghez összesen 22 színes kép tartozik.
Számos oldalon térképeket helyeztek el, melyek a szóban forgó területet mutatják be.
Az egész tartalmi rész esetében a bal oldal fejlécében a magazin címe, a jobb oldaliban pedig a cikk címe kapott helyet. A szöveget mindenhol két hasábba szedték, a fényképek alatt feltüntették, hogy mit ábrázolnak, rövid megjegyzéssel kiegészítették.
A National Geographic Society és Magazine munkássága a térképészet területén sem elhanyagolható. A társaság CD-n és DVD-n adta ki 1888-tól 1997-ig terjedő munkásságának anyagát, mely két részben jelent meg: The Complete National Geographic, és a National Geographic Maps. Ez a gyűjtemény többek között azért sem elhanyagolható, mert a szervezet kiadványai a kezdetektől fogva fontos tudományos forrásnak, hivatkozási alapnak számítanak. Sir Winston Churchill például a magazinban megjelent második világháborús térképet használta 1944-ben tárgyalásaihoz, az Öböl-háború idején pedig a társaság több mint 50.000 térképet adományozott az amerikai hadseregnek a Perzsa-öbölről.

## Fordítás
- Ez a szócikk részben vagy egészben  a   National Geographic (magazine) című angol Wikipédia-szócikk fordításán alapul.  Az eredeti cikk szerkesztőit annak laptörténete sorolja fel. Ez a jelzés csupán a megfogalmazás eredetét és a szerzői jogokat jelzi, nem szolgál a cikkben szereplő információk forrásmegjelöléseként.